# Ngarmpun Vejjajiva

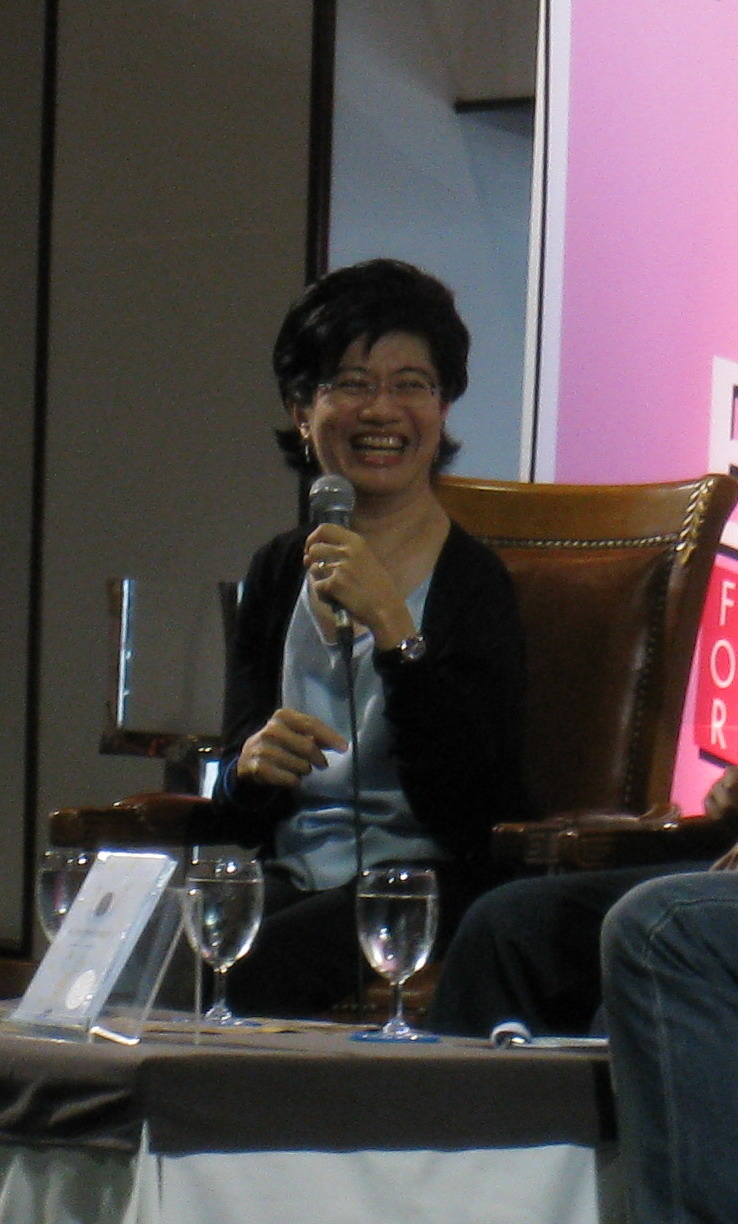
Ngarmpun Vejjajiva

Jane Vejjajiva oder Ngarmpun Vejjajiva (thailändisch งามพรรณ เวชชาชีวะ, RTGS Ngamphan Wetchachiwa; * 27. Januar 1963 in London) ist eine thailändische Autorin und Übersetzerin. Sie ist die Schwester des ehemaligen Ministerpräsidenten Abhisit Vejjajiva.

## Leben
Ihre Eltern studierten Medizin in Großbritannien, und sie wurde in London geboren. Sie hatte eine infantile Zerebralparese während der Geburt und sie hat einen Rollstuhl. 1964 zog ihre Familie nach Bangkok. Sie studierte an der Universität Thammasat und Übersetzung und Dolmetschen in Brüssel.
Heute arbeitet sie für Copyright-Agentur Silkroad Publishers Agency.

### Werke
- ความสุขของกะทิ, 2003[1]
- ความสุขของกะทิ ตอน ตามหาพระจันทร์, 2006

## Ehrungen/Preis
- 1999 – Chevalier Ordre des Arts et des Lettres.
- 2006 – S.E.A. Write Award